# 入口のない出口
『入口のない出口』（いりぐちのないでぐち）は、ももいろクローバーのコンピレーション・アルバム。結成5周年を記念して、2013年6月5日に発売された。

## 解説
かつて「ももいろクローバー」として活動していた頃の、音源化されていなかった楽曲や入手困難となっていたCDに収録されていた楽曲を中心としたアルバム。古い時期の音源に関しては、有安杏果加入後のメンバー（早見あかりも含む）の歌声に差し替えられている。ただし新録ではなく、当時レコーディングした際の音源をリミックスしたものとなっている。
アルバムタイトルの当初案は『出口のない入口』であった（インディーズ当時は手探り状態で、曲を作ってもリリースする機会に恵まれなかったため）。しかし高城れにが、『入口のない出口』の方が謎めいていて面白い、と発案した経緯がある。
特設サイトでは各楽曲の解説文が募集され、ファン投票を経て公式のライナーノーツが作成された（閲覧する）。

## 収録曲

### CD
グループの歴史を追えるように、原則として楽曲が公開された順で収められている。
1. あの空へ向かって
作詞：ももいろクローバー / 作曲・編曲：久保田真悟 / 演奏時間 4:45
歌詞・動画 - 歌ネット
  - グループの原点となっている曲。2008年5月17日、川崎アゼリアで開催された『スターダスト芸能3部オーディション』の中で、「ももいろクローバー」が初お披露目となり、この曲を歌唱。なお、この日をグループの結成日としている。
  - 結成当時メンバーだった高城れに・和川未優・伊倉愛美・百田夏菜子・玉井詩織・高井つき奈による作詞。全員が案を持ち寄り、出来の良いものをつなぎ合わせて完成した[2]。
  - サビは伊倉愛美の案[3]。サビ以外に関しては、案が採用された本人がソロパートとして歌っている。本アルバム収録作品では、脱退したメンバーのパートは別のメンバーに受け継がれている（高井つき奈→有安杏果、和川未優→佐々木彩夏、伊倉愛美「ほら 前を向いて歩き出そう 今」→百田夏菜子）。例外として、百田の作詞した「空を見上げ きみと 思い出すよ あの日」は早見あかりのパートとなっている。
  - 百田夏菜子の案は「砂浜真っ青な海 ちっぽけな自分ラブ」（Aメロ）[4]とあまりにセンチメンタルな雰囲気だったため採用されず、何年経ってもメンバーからいじられている。高城れにの案は「私の好きな物はね 焼き鳥のタンとスルメ」（Aメロ）、「舘ひろしにあってみたい」（サビ）であったが、共に却下された。
  - 初音源化は2008年8月30日、「夏☆スタ！'08 ～STARDUST section three 3-B Jr.LIVE～ 」で発売された『3B Jr. ぷちアルバム』（事務所の他のグループとともに参加した作品）であるが、その当時のメンバーによる歌声のため本アルバム収録のものとは異なる。
  - ライブで歌われる際、間奏の部分でファンが「世界のももクロ ナンバーワン!」と4回コールするのが名物。
  - ライブ終了時にメンバーが挨拶する際に「あの空へ向かって」のインストが流れることが多いが、アレンジ（編曲）の異なるバージョンとなっている。なお、浪江女子発組合が「あの空へ向かって」を歌唱する際には、このアレンジ違いのバージョンが用いられる。
2. MILKY WAY
作詞・作曲・編曲：相木清久 / 演奏時間 3:58
歌詞・動画 - 歌ネット
  - インディーズ・デビューシングルのカップリング曲
  - 「あの空へ向かって」と同様に、初音源化は『3B Jr. ぷちアルバム』
3. ラフスタイル
作詞・作曲：馬原美穂 / 編曲：相木清久 / 演奏時間 4:15
歌詞・動画 - 歌ネット
  - インディーズ・デビューシングルのカップリング曲
  - 「あの空へ向かって」と同様に、初音源化は『3B Jr. ぷちアルバム』
4. ももいろパンチ
作詞：tzk / 作曲・編曲：斎藤悠弥 / 演奏時間 4:26
歌詞・動画 - 歌ネット
  - インディーズ・デビューシングル。当時は収録に参加していなかった有安杏果の歌声が加えられている。
5. だいすき!!
作詞：Mikiko Tagata / 作曲・編曲：Hideo Saito / 演奏時間 3:48
歌詞・動画 - 歌ネット
  - MUSASHI'Sと P-A（有安杏果も一時期所属）のコラボ曲をカバー
  - ももクロとしては、このアルバムで初のCD音源化
6. Dream Wave
作詞・作曲：為岡そのみ / 編曲：清水行 / 演奏時間 3:13
歌詞・動画 - 歌ネット
  - 飛鳥凛の曲のカバー
  - 2009年にもCD-Rとして配布されたことはあった[5]。
7. Hello...goodbye
作詞：麻越さとみ / 作曲：間島和伸[6] / 編曲：（不明）[7] / 演奏時間 3:49
歌詞・動画 - 歌ネット 
  - RAMJET PULLEYの曲のカバー。但し、作詞はRAMJET PULLEY版と同じ麻越だが、RAMJET PULLEY版とは歌詞が全く異なる。所属事務所が2000年代初頭に手がけた『Harajukuロンチャーズ』が、テーマソングとしてカバーしていた際の歌詞と同一。
  - ももクロとしては、このアルバムで初のCD音源化
8. 気分はSuper Girl
作詞：AZUKI七 / 作曲・編曲：徳永暁人 / 演奏時間 4:48
歌詞・動画 - 歌ネット
  - インディーズ2ndシングルのカップリング曲
  - 『Harajukuロンチャーズ』テーマソングのカバー
9. 最強パレパレード（ももクロver.）
作詞：畑亜貴 / 作曲：田代智一 / 編曲：安藤高弘 / 演奏時間 4:17
歌詞・動画 - 歌ネット
  - アニメ「涼宮ハルヒの憂鬱」内でメインヒロイン3人を演じている平野綾、茅原実里、後藤邑子の楽曲のカバー。原曲の振り付け師は石川ゆみ（マネージャーの川上アキラが石川の担当する舞台に感銘を受け、ももクロの振り付け師として採用した経緯がある）。
10. 未来へススメ!
作詞：yozuca* / 作曲・編曲：黒須克彦 / 演奏時間 4:09
歌詞・動画 - 歌ネット
  - インディーズ2ndシングル
11. ツヨクツヨク
作詞：湯汲哲也・HIROKO / 作曲：湯汲哲也 / 編曲：鈴木Daichi秀行 / 演奏時間 3:53
歌詞・動画 - 歌ネット
  - mihimaru GTの曲のカバー。2009年当時、事務所の藤下リョウジ（理事長）の提案で持ち込まれた曲である。
  - 原曲の編曲者によって、今回のアルバムのためにリミックスがなされた。ももクロとしては、このアルバムで初のCD音源化。
  - 2019年には、再びアレンジを一新した「ツヨクツヨク -ZZ ver.-（ダブルゼータ バージョン）」を、有安杏果卒業後の4人バージョンとして制作。アルバム『MOMOIRO CLOVER Z』初回限定盤Bの特典CDに収録された。
12. words of the mind -brandnew journey-
作詞:motsu / 作曲・編曲：t-kimura / 演奏時間 4:58
歌詞・動画 - 歌ネット
  - m.o.v.eの曲のカバー。2009年当時、川上アキラの提案で持ち込まれた曲である。
  - ライブで披露される際には、有安杏果がマイケル・ジャクソンをオマージュし、派手な手袋を装着して曲の終盤ではムーンウォークも披露。最後には手袋を客席へ投げ込むのが見どころとなっている。
  - 原曲の編曲者によって、今回のアルバムのためにリミックスがなされた。
13. Believe
作詞：西尾佐栄子 / 作曲：あおい吉勇 / 編曲：齋藤真也 / 演奏時間 3:57
歌詞・動画 - 歌ネット
  - 玉置成実の曲のカバー（ラップパートはももいろクローバーオリジナル）。2009年当時、川上アキラの提案で持ち込まれた曲である。
  - 原曲の編曲者によって、今回のアルバムのためにリミックスがなされた。
14. 走れ!
作詞：INFLAVA / 作曲：KOJI oba・michitomo / 編曲：michitomo / 演奏時間 4:36
歌詞・動画 - 歌ネット
  - メジャーデビューシングル「行くぜっ!怪盗少女」のカップリング曲
15. きみゆき
作詞：MIZUE / 作曲：すみだしんや / 編曲：華原大輔 / 演奏時間 5:17
歌詞・動画 - 歌ネット
  - メジャーデビュー後のクリスマスライブ限定発売曲。SPEEDの「White Love」のような曲が欲しいと、川上アキラが発注した。
16. ラフスタイル for ももいろクローバーZ
作詞・作曲：馬原美穂 / 編曲：近藤研二 / 演奏時間 4:19
  - 唯一の新録曲。原曲とは異なる編曲者によってリミックスがなされている。
17. あの空へ向かって（Z ver.）（ボーナストラック）
作詞：ももいろクローバー / 作曲・編曲：久保田真悟 / 演奏時間 4:43
  - 2011年の早見あかり脱退直後にレコーディングされたもの。

### Blu-ray & DVD
初回限定盤A（CD+Blu-ray）、初回限定盤B（CD+DVD）、通常盤（CDのみ）の3形態で発売。初回限定盤A・Bには40ページのブックレットも付属。
1. ももいろパンチ（ミュージック・ビデオ）
2. 未来へススメ!（ミュージック・ビデオ）